# Olsztyński
Olsztyński là một huyện thuộc tỉnh Warmińsko-Mazurskie của Ba Lan. Huyện có diện tích 2837 km². Đến ngày 1 tháng 1 năm 2011, dân số của huyện là 118063 người và mật độ 42 người/km².